# Baby Christmas Dance
Baby Christmas Dance è un album  del gruppo musicale I Cavalieri del Re, pubblicato nel 1984.

## Descrizione
L'album è una raccolta di canzoni natalizie riadattate con testi in italiano e mixate tra loro in chiave dance.
Riccardo Zara, ispirato dall'esperienza degli arrangiamenti della collana Italian Carnaval, pubblicata a partire dall'anno precedente, realizza un medley di due tracce con struttura a catena, senza pause. I brani sono dunque mixati tra loro in un'unica traccia di circa sedici minuti.
Tutti i canti natalizi sono rielaborati o completamente scritti ex-novo, adattati in italiano dallo stesso Riccardo Zara, ed intervallati da un brano originale chiamato Christmas Dance che, funge da collante e da prologo per la canzone successiva e che cambia, di volta in volta, interprete e testo. Altri due brani sono stati composti appositamente per l'occasione: La notte di Natale e Girotondo intorno all'albero.
È forse la produzione in cui sono più evidenti le tecniche di eufonia e psicoacustica utilizzate per magnificare la stereofonia e le armonizzazioni.
Il disco era stato richiesto dai vertici della RCA Anselmo Natalicchio e Olimpio Petrossi, e richiese quattro mesi di lavorazione ma, a progetto ultimato, venne rifiutato in quanto giudicato troppo innovativo. Zara riuscì a farlo uscire nel 1984 per la C.E.SE/Ricordi.
Rimane sicuramente uno degli album natalizi più venduti sul mercato: ad oggi si contano circa 400 000 copie vendute per il mercato italiano. Nella prima stampa era presente all'interno un presepe cartonato con i personaggi del Corriere dei Piccoli ed un biglietto d'auguri dell'Unicef.
L'album è stato ristampato per cinque volte su etichette C.E.SE/Ricordi e Duck Record nel corso degli anni, mantenendo la stessa tracklist ma con titoli e copertine diverse:
- 1986 Le più belle canzoni di Natale - C.E.SE/Ricordi - 33 giri
- 1987 Christmas Dance - Duck Record - 33 giri, mc
- 1988 Christmas Dance - Duck Record - 33 giri, mc, CD
- 1992 Natale in allegria  - Duck Record - musicassetta
- 2000 Christmas Dance - Duck Record - (ristampa su CD)
- 2011 Christmas Dance - (ristampa su cd all'interno di Opera omnia)

## Tracce
Lato A
1. Christmas Dance – 16:47 (Riccardo Zara)

Durata totale: 16:47
Lato B
1. Christmas dance – 16:53 (Riccardo Zara)

Durata totale: 16:53

## Musicisti
- I Cavalieri del Re – voci e cori
- Riccardo Zara – tastiere, synth, chitarre, basso
- Walter Scebran – batteria
- Mario Macchio – primo violino
- Franco Casetta – secondo violino
- Gilberto Manenti – violoncello
- Ivo Pieri – viola